# Wilfred Kemp
Wilfred Kemp (Willeskop, 25 november 1960) is een Nederlands theoloog, journalist en televisiepresentator.

## Loopbaan
Kemp studeerde theologie aan de Katholieke Theologische Universiteit van Amsterdam. Hij werkte vervolgens zeven jaar als pastoraal werker om in 1994 de overstap te maken naar de omroep. In 1994 werd hij redacteur van het programma Studio RKK. Later werd hij ook verslaggever voor dit programma en voor het tv-programma Kruispunt. Later presenteerde hij Tussen hemel en aarde en Soeterbeeck. Van 2009 tot 2020 was hij de vaste presentator van Kruispunt en van Kruispunt Radio. Daarnaast is hij een van de vaste commentatoren bij RKK-uitzendingen vanuit Rome (Urbi et Orbi) met Kerstmis en Pasen. In 2014 was hij te zien als discipel tijdens The Passion 2014 in Groningen. In 2015 presenteerde hij het RKK-televisieprogramma Villa Roma, de roomse tegenhanger van Villa Felderhof.
Tot 2016 maakte Kemp al deze programma's voor de RKK. De omroep werd in dat jaar opgeheven en de programma's presenteert hij sindsdien voor de KRO-NCRV.